# お岩木山
「お岩木山」（おいわきやま）は、2015年2月11日に発売された三山ひろしの7枚目のシングル。

## 解説
- デビュー作から前作まで続いたの女心とは異なり、スケール感と爽快感を併せ持つ男心を歌った楽曲。
- 2015年5月20日に歌の舞台である、青森県の岩木山を初訪問し、岩木山神社でヒット祈願を行った[4]。
- 2015年8月にはカップリングを変更したType-Cが発表された。Type-Cのカップリング曲は松前ひろ子とのデュエット曲。
- 2015年9月に10万枚を突破し[5]、ゴールドディスクに認定された[6]。
- 2016年2月1日、平成27年度日本クラウンヒット賞贈呈式にて「ゴールドヒット賞」が授与された[1]。
- この曲でその年のNHK紅白歌合戦に初出場を果たした。

## 収録曲

### Type-A
1. お岩木山
作詞：千葉幸雄／作曲：中村典正／編曲：伊戸のりお
2. 棚田しぐれ
作詞：千葉幸雄／作曲：中村典正／編曲：伊戸のりお
3. お岩木山 [オリジナル・カラオケ]
4. 棚田しぐれ [オリジナル・カラオケ]
5. お岩木山[一般用カラオケ]
6. 棚田しぐれ[一般用カラオケ]

### Type-B
1. お岩木山
作詞：千葉幸雄／作曲：中村典正／編曲：伊戸のりお
2. 棚田桜
作詞：仁井谷俊也／作曲：中村典正／編曲：前田俊明
3. お岩木山 [オリジナル・カラオケ]
4. 棚田桜 [オリジナル・カラオケ]
5. お岩木山[一般用カラオケ]
6. 棚田桜[一般用カラオケ]

### Type-C
1. お岩木山
作詞：千葉幸雄／作曲：中村典正／編曲：伊戸のりお
2. 祝い川
作詞：千葉幸雄／作曲：中村典正／編曲：伊戸のりお
※デュエット：松前ひろ子。
3. お岩木山（オリジナル・カラオケ）
4. 祝い川（オリジナル・カラオケ）
5. お岩木山 （一般用カラオケ・1音下げ）
6. 祝い川 （カラオケ・三山ひろし歌入り）
7. 祝い川 （カラオケ・松前ひろ子歌入り）